# Opéra national de Paris
Opéra national de Paris (Národní pařížská opera) je nejvýznamnější operní soubor ve Francii. Sídlí v Paříži ve dvou budovách: v historické Opéra Garnier z 19. století a v moderní Opéra Bastille otevřené v roce 1989.
Další samostatné opery v Paříži jsou Théâtre du Châtelet, Opéra-Comique a Théâtre des Champs-Élysées.

## Historie
Operní instituce byla založena v roce 1669 z iniciativy ministra Colberta pod názvem Académie royale de musique (Královská hudební akademie), zkráceně též Académie d'opéra či jen prostě Opéra a byla přičleněna ke Královské akademii (Académie Royale). Významný úspěch instituci přinesl krátce po založení Jean-Baptiste Lully, dvorní skladatel Ludvíka XIV., původem z Itálie.
„Opéra“ byla na konci 17. století (podobně jako Comédie-Française pro mluvené drama) oficiálním divadlem francouzského dvora. Na rozdíl od Comédie-Française však Opéra nedostávala žádné královské subvence a své náklady musela sama pokrývat. Za Francouzské revoluce se přejmenovala na Théâtre des Arts (Divadlo umění) a od 19. století nese současný název Opéra national de Paris.

## Sídla pařížské opery
Během své existence sídlil soubor v mnoha divadelních budovách. V současnosti má k dispozici dvě scény:
- Opéra Garnier (též Palais Garnier), kde sídlí od roku 1875. Operní budova byla otevřena 5. ledna 1875 a dnes nese název podle svého architekta Charlese Garniera, jehož návrh zvítězil v architektonické soutěži. Vítězstvím v této architektonické soutěži a realizací operní budovy se stal slavným architektem a jeho dílo respektované dějinami. Od roku 1989 slouží především pro představení baletu a klasických oper. Se svou rozlohou 11 237 m2 je Opéra Garnier největším divadlem na světě, nicméně v počtu sedadel (2150) ji předčí milánská La Scala, Vídeňská státní opera, či newyorská Metropolitní opera. Budova opery je rovněž dějištěm románu Gastona Lerouxe Fantom opery.
- Nová Opéra Bastille na Place de la Bastille byla otevřena na místě bývalého nádraží 13. července 1989 u příležitosti 200. výročí dobytí Bastilly. Jejím autorem je architekt Carlos Ott.